# Abdul Hamid (Hockeyspieler, 1942)
Abdul Hamid, auch Hamid Abdul II (* 7. Juli 1942), ist ein ehemaliger pakistanischer Hockeyspieler.
Der nur 1,63 Meter große Abdul Hamid war Torhüter der pakistanischen Nationalmannschaft, die bei den Olympischen Spielen 1964 in Tokio die Silbermedaille gewann. Er wurde in allen acht Spielen eingesetzt und erhielt insgesamt vier Gegentreffer, den letzten im Finale gegen Indien, das die Inder mit 1:0 gewannen. Eine weitere Silbermedaille holte er bei den Asienspielen 1966 in Bangkok. Auch hier unterlag die pakistanische Mannschaft im Finale Indien.